# Бабушкин (Москва)
Ба́бушкин (до 1939 года — Лосиноостро́вская) — бывший подмосковный город в Мытищинском районе, в августе 1960 года вошедший в состав Москвы.
Получил название в честь полярного лётчика, Героя Советского Союза Михаила Бабушкина, родившегося и выросшего в тех местах.

## История

### Лосиноостровская
Рост населения Москвы во второй половине XIX века вызвал дачный бум, а развитие железных дорог определило популярные направления. Посёлок  возник в 1898 году, когда удельное ведомство, которому принадлежала земля по обеим сторонам Московско-Ярославской железной дороги, разбило её на участки и организовало их продажу. Близость к Москве и лесистая местность привлекли много жителей. На западе посёлок граничил с имениями Рихтера. Посёлок быстро застроился дачами, многие из которых были приспособлены под зимнее жильё. В 1898 году на железной дороге была создана сортировочная станция 10-й версты, вагонное депо и мастерские; железнодорожная станция «Лосиноостровская» была открыта на основе старой станции в 1902 году. Железнодорожная станция или платформа была названа по находящемуся рядом с ней лесному массиву — Лосиный Остров. В свою очередь дачный посёлок, расположенный вблизи станции, назван по железнодорожной платформе Лосиноостровская. Большую роль в благоустройстве местности сыграли банкиры братья Джамгаровы, которые одними из первых купили здесь пять участков и профинансировали строительство плотины через Ичку, в результате чего появился пруд. Часть местности в этом районе получила название Джамгаровка. 14 марта 1911 года возникло «Общество благоустройства дачной местности „Джамгаровка“».

Популярность направления объясняет и близость к столице, поездка по железной дороге до Москвы занимала 13—15 минут (в 1913 году поезда в летнее время отправлялись примерно каждые 40 минут).
В 1908 году в посёлке построен приют для престарелых женщин медицинского звания с церковью Св. Николая (к востоку от железной дороги, разрушены в конце 1930-х годов).
К 1913 году в посёлке имелись собственная телефонная подстанция (создана в 1906 году, к 1913 году обслуживала 60 номеров), водопровод, школа (открыта в сентябре 1909), крупная библиотека (организованная по инициативе приват-доцента Московского университета А.А. Борзова), кинематограф, летний театр, почтовое отделение, лечебница (начала действовать в 1911 году), несколько торговых лавок, пожарное депо.
«Общество благоустройства дачной местности „Джамгаровка“» добилось закрытия свалки, располагавшейся на границе посёлка на Ростокинских землях.
Русский живописец Константин Коровин так описывает посёлок Лосиноостровская тех лет:
Лосиная всё больше начинает походить на европейский курортный городок, пожалуй, только более шумный и оживлённый, чем у немцев. То на же яркая гуляющая публика, те же непременные больные в окружении услаждающих и врачей, дети с гувернантками, скучающие барыньки. Как-то странно видеть всё это на пути в лавру. Меняются времена, ничего не поделаешь, меняются!
В 1916 году на Ярославском шоссе по проекту архитектора С. М. Ильинского сооружена церковь Адриана и Наталии. 6 марта 1916 года при дачном посёлке была заложена по проекту архитектора В. А. Мазырина церковь Иконы Божией Матери Казанская (Троицы Живоначальной), современный адрес — улица Коминтерна, дом 13/4. Планировался достаточно поместительный деревянный храм с двумя звонницами над западными углами здания. Однако в 1916—1917 годах удалось выстроить только правый Казанский придел со звонницей, при котором в мае 1917 года был открыт самостоятельный приход. При церкви находился довольно большой земельный участок (современные границы — ул. Коминтерна — Шушенская ул. — Янтарный проезд — ул. Рудневой) на котором планировалось создать православное кладбище. Есть сведения, что в годы гражданской войны здесь хоронили местных жителей и людей, умерших в поездах (в том числе от сыпного тифа и «испанки»). Храм закрыт не раньше 1925 года, разобран перед войной.
К 1917 году в посёлке насчитывалось более 1500 домовладений, большая часть из которых было занято постоянно живущими жильцами.
После 1917 года сменили название почти все улицы посёлка. Вдоль железной дороги протянулся проезд Троцкого, через дорогу — Ульяновский проезд, появились улица Коминтерна, проезды Карла Маркса, Чичерина, Луначарского, Коммунистов.
В 1918 году в южной части посёлка были организованы Главные железнодорожные мастерские (ныне — электротехнический завод имени Дзержинского).

### Городской статус
17 августа 1925 года посёлок получил статус города. В составе города были деревни: Ватутино, Раево, Малые Мытищи, посёлки: Красная Сосна, Джамгаровка, Новое Ростокино, Ново-Медведково, Красный Северянин, Достижения, городок Метростроя и посёлок Института пути. В городе было два клуба и опытно-лабораторный музей по изучению района. В 1930 году у деревни Ватутино открыт Никотиновый завод. В 1929 году из Лосиноостровска стал ходить автобус до центра Москвы, до площади Свердлова (маршрут № 9). В 1933 году маршрут, сменив номер на № 23, был продлён из центра до улицы Чудовка (ныне начало Комсомольского проспекта), а в 1936 году продлён ещё и до завода «Оргаметалл» в Лужниках.

### Бабушкин
В 1939 году город был переименован в честь полярного лётчика М. С. Бабушкина, родившегося около посёлка Лосиноостровская.

В 1950-е годы в городе были построены мебельная фабрика, фабрика музыкальных инструментов, комбинат строительных конструкций, научно-исследовательский институт транспортного строительства и институт «Теплопроект», развернулось строительство пятиэтажных жилых домов. В состав города также входил городок института транспортного строительства ЦНИИС.
Через город проходила железнодорожная линия Бескудниково — Дзержинская — Северянин/Лосиноостровская. На ней была расположена станция Институт Пути и пассажирский остановочный пункт «Дзержинская» (первоначально — «8-й километр»). Вначале был разобран участок от Дзержинской до Северянина. Затем, в конце 1960-х годов закрыт участок Дзержинская — Лосиноостровская. В середине 1980-х годов закрыт участок Институт Пути — Дзержинская. Окончательно линия была закрыта в мае 1987 года, когда началось активное строительство северного радиуса Серпуховско-Тимирязевской линии метрополитена. На месте путей были построены многоэтажные дома, а на пересечении с ними расположилась станция метро «Отрадное».
Участок между станцией «Лосиноостровская» и улицей Лётчика Бабушкина (разобран в 2005 году) до 2003 года использовался для погрузки-разгрузки вагонов, в законсервированном состоянии поддерживался путь на трансформаторную подстанцию на противоположной стороне улицы.

### В составе Москвы
В августе 1960 года, после открытия МКАД, Бабушкин вошёл в состав Москвы, сначала в Дзержинский район, а в 1969 году был выделен Бабушкинский район. К середине 1980-х годов почти вся дачная и деревянная застройка бывшего города была ликвидирована. Последний деревянный двухэтажный дом, находившийся на Изумрудной улице, просуществовал до начала 2010-х годов и был снесён при строительстве ЖК «Sky Parks». C 1991 года территория бывшего Бабушкинского района поделена на муниципальные округа в составе Северо-Восточного административного округа: Бабушкинский, Лосиноостровский, Свиблово и Ярославский.
В настоящее время, несмотря на снос почти всех индивидуальных и деревянных многоквартирных домов, Бабушкин резко отличается от окрестных спальных районов Москвы сохранившейся низкоэтажной квартальной застройкой в сталинском стиле, а также пятиэтажными панельными домами «хрущёвками». По состоянию на конец 1990-х годов действовал краеведческий музей в Центре детско-юношеского творчества Бабушкинский.
В Бабушкинском районе расположена станция Московской железной дороги «Лосиноостровская», платформа «Лось», станция МЦК «Ростокино» (ранее — «Северянин»), станции московского метрополитена «Бабушкинская», «Ботанический Сад», «Свиблово». Действует трамвайная линия, имеется автобусное, электробусное и микроавтобусное сообщение. Ранее также действовала троллейбусная линия по Ярославскому шоссе с единственным маршрутом № 76, не используемая с 15 июля 2019 года в связи с переводом маршрута № 76 на электробусы — Т76. В ноябре 2020 года проведён демонтаж контактной сети.

Много промышленных предприятий — завод путевых машин, железобетонный, стройдеталей, химвеществ, нефтемасел (закрыт, снесён в 2022 году на месте строится ЖК), военный авторемонтный (на территории лесопарка), электромеханический железнодорожный и другие. Депо метрополитена.
- Схематический план местности Лосиноостровской и её окрестностей, 1913

## Численность населения
| 1909 | 1911 | 1926 | 1939 | 1959  |
| ---- | ---- | ---- | ---- | ----- |
| 4,0  | 6,0  | 15,6 | 70,5 | 113,9 |

## Комментарии
1. ↑  В некоторых источниках, включая карты 1930-х годов, — Лосиноостро́вск[3][4].